# Liste d'élections en 1826
Chronologie des élections
- 1822
- 1823
- 1824
- 1825
- 1826
- 1827
- 1828
- 1829
- 1830

Cet article recense les élections organisées durant l'année 1826.

Au milieu des années 1820, seuls le Royaume-Uni, les États-Unis, la France, la Norvège et le Portugal procèdent à des élections nationales. Tous appliquent le suffrage censitaire masculin. Le Portugal, qui avait appliqué le suffrage universel masculin pour ses élections de 1822, applique désormais également le suffrage censitaire à la suite d'une nouvelle Constitution en 1826. 

## Élections nationales en 1826
| Date                          | État        | Élection ou référendum                    | Contexte | Résultat |
| ----------------------------- | ----------- | ----------------------------------------- | -------- | --- |
| 7 février                     | Argentine   | Présidentielle (es)                       |          | Cette section est vide, insuffisamment détaillée ou incomplète. Votre aide est la bienvenue ! Comment faire ?                               |
| 7 juin - 12 juillet           | Royaume-Uni | Législatives                              |          | Le Parti tory (conservateur) accroît sa majorité absolue des sièges. Robert Jenkinson, comte de Liverpool (tory), demeure Premier ministre. |
| 8 juillet                     | Chili       | Présidentielle (es)                       |          | Cette section est vide, insuffisamment détaillée ou incomplète. Votre aide est la bienvenue ! Comment faire ?                               |
| 8 - 17 octobre                | Portugal    | Législatives (en)                         |          | Il n'existe pas encore de parti politique organisé ; les élus siègent sans étiquette.                                                       |
| juin - 1er décembre           | Norvège     | Législatives (no)                         |          | En l'absence d'organisation en partis politiques, tous les élus siègent sans étiquette.                                                     |
| 3 juillet 1826 - 30 août 1827 | États-Unis  | Législatives (chambre (en) et sénat (en)) |          | Voir l'article : Liste d'élections en 1827.                                                                                                 |